# Mixochlora
Mixochlora is een geslacht van vlinders van de familie spanners (Geometridae), uit de onderfamilie Geometrinae.

## Soorten
- M. alternata Warren, 1897
- M. argentifusa Walker, 1861
- M. radiata Warren, 1912
- M. vittata Moore, 1867